# اجازه (فیلم ۱۹۸۷)
اجازه (به هندی: Ijaazat) و (به انگلیسی: Permission) فیلمی هندی محصول سال ۱۹۸۷ و به کارگردانی گلزار است. در این فیلم بازیگرانی همچون ریکا، نصیرالدین شاه، آنورادها پاتل، شامی کاپور و شاشی کاپور ایفای نقش کرده‌اند.